# Xylophanes ceratomioides
Xylophanes ceratomioides is een vlinder uit de familie van de pijlstaarten (Sphingidae). De wetenschappelijke naam van de soort werd in 1867 gepubliceerd door Augustus Radcliffe Grote & Robinson.